# Kirrberg
Kirrberg je občina v departmaju Bas-Rhin francoske regije Alzacija.
Leta 1990 je v občini živelo 166 oseb oz. 26 oseb/km².